# 가브리엘라 사보
가브리엘라 사보(루마니아어: Gabriela Szabó, 1975년 11월 4일 ~ )는 루마니아의 육상 선수이다.
헝가리 계통으로 비스트리차에서 태어났다. 2000년 시드니 올림픽 5000m 금메달리스트인 사보는 4년 전에 열린 애틀랜타 올림픽에서 1500m 2위를 하였으며, 시드니에서 자신의 금메달에 1500m 동메달을 추가하기도 하였다.
세계 육상 선수권 대회 3관왕(5000m(1997, 1999)와 1500m(2001))이기도 한 그녀는 자신의 단 하나였던 코치 괸괴시 촐트에게 결혼하였다.
3000m 이상의 유럽 기록 보유자로 남아있는 사보는 2005년 육상에서 은퇴하였다.